# When We Danced
When We Danced är ett studioalbum av den maltesiska sångaren Fabrizio Faniello. Det gavs ut år 2004 och innehåller 16 låtar. Albumet innehåller bland annat singeln "I'm In Love (The Whistle Hit)" som nådde sjunde plats på Sverigetopplistan.

## Låtlista
| Nr  | Titel                          | Längd |
| --- | ------------------------------ | ----- |
| 1.  | I'm In Love (The Whistle Song) | 3:41  |
| 2.  | Somebody Sent Me An Angel      | 3:16  |
| 3.  | When We Danced                 | 3:55  |
| 4.  | Heavenly                       | 3:38  |
| 5.  | If Only                        | 3:27  |
| 6.  | Wherever You Are               | 3:18  |
| 7.  | Let Me Be Your Lover           | 4:02  |
| 8.  | Dancing In The Summer Rain     | 3:58  |
| 9.  | For A Reason                   | 4:33  |
| 10. | Jeans On                       | 3:00  |
| 11. | Only You                       | 3:54  |
| 12. | Can't Stop The Rain            | 3:17  |
| 13. | Calling Love                   | 3:47  |
| 14. | Just 4 Christmas               | 3:19  |
| 15. | Sins Of Love                   | 3:36  |
| 16. | Semplice Cosi                  | 3:38  |